# Kegon-Fälle
Die Kegon-Fälle (japanisch 華厳滝; Kegon-no-taki) sind Wasserfälle am Fluss Ōshiri, dem Ablauf des Chūzenji-Sees. Sie liegen im Nikkō-Nationalpark auf dem Gebiet der Stadt Nikkō in der Präfektur Tochigi in Japan.
Die Fälle bildeten sich, als der Fluss Daiyagawa vor etwa 20.000 Jahren durch Lavaströme des Vulkans Nantai aufgestaut wurde. Zwölf kleinere Wasserfälle liegen unterhalb der Kegon-Fälle oder parallel zu ihnen. Das Wasser tritt durch zahlreiche Spalten zwischen dem Gebirge und den Lavaströmen aus.
Die Fallhöhe beträgt 97 m. Neben dem Nachi-Wasserfall in der Präfektur Wakayama und dem Fukuroda-Wasserfall in der Präfektur Ibaraki gilt er als einer der drei schönsten Wasserfälle Japans.
Bis 1900, als Hoshino Gorobei ein Teehaus am Becken errichtete, waren die Kegon-Fälle relativ abgeschieden.
Die Kegon-Fälle sind für Suizide berüchtigt, insbesondere bei japanischen Jugendlichen.

## Suizide

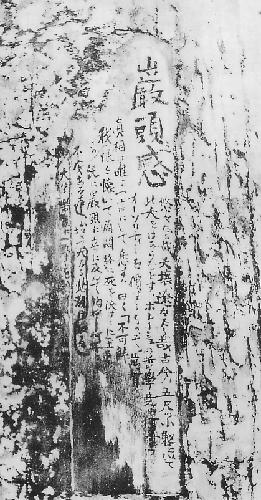
Fujimura Misaos Abschiedsnachricht

1903 nahm sich der Student Fujimura Misao am Wasserfall das Leben. Wegen seines poetischen in einem Baumstamm geritzten Abschiedsbriefes und Fujimuras Familienherkunft wurde sein Tod von den Zeitungen glorifiziert und von dem berühmten Schriftsteller Natsume Soseki kommentiert, so dass in den folgenden acht Jahren mehr als 200 Suizidversuche durch Jugendliche stattfanden (Werther-Effekt).
Die japanische Witwe Nobu Jo entschloss sich ihr weiteres Leben der Hilfe und der Errettung derjenigen Unglücklichen zu weihen, die „das Erdenleben durch eine Hintertür verlassen“ wollten, wie es im Japanischen heißt. So beschriftete sie einen Holzpfahl mit der Inschrift: „Halt ein, wenn Du in Not bist, wende dich vor dem letzten Schritt an Frau Nobu Jo.“ Da ihre Bestrebungen und deren Erfolg rasch bekannt wurden, erhielt sie Spendengelder, die es ihr ermöglichten, Heime zu gründen, in denen die Lebensmüden, meist Frauen, leben konnten, bis sich ihre meist familiäre Situation normalisiert hatte. Frau Nobu Jo wirkte über fünfzehn Jahre auch in anderen Landesteilen von Japan und verhinderte so ungezählte Suizide.